# Aplocera tangens
Aplocera tangens là một loài bướm đêm trong họ Geometridae.